# ماکروکرانیون

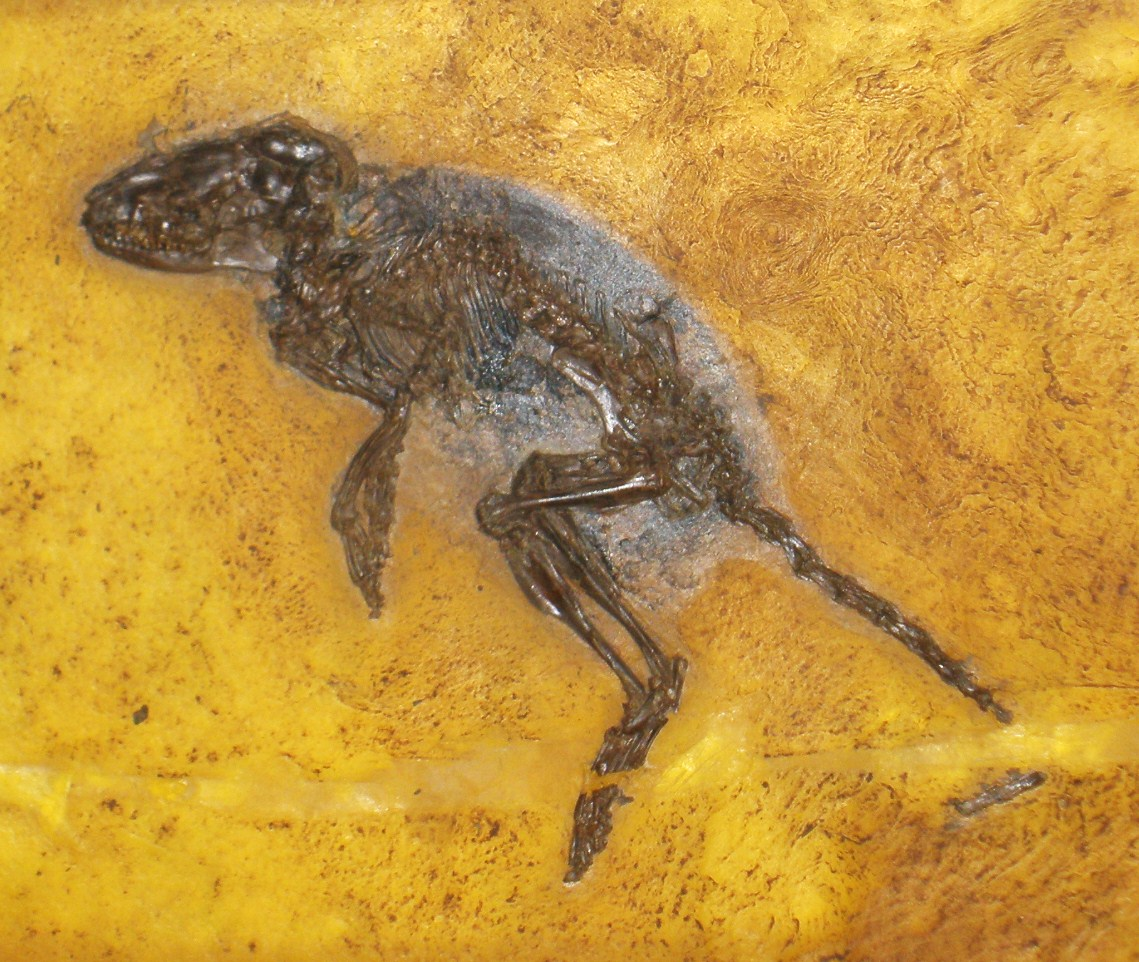
سنگواره ماکروکرانیون توپیودون

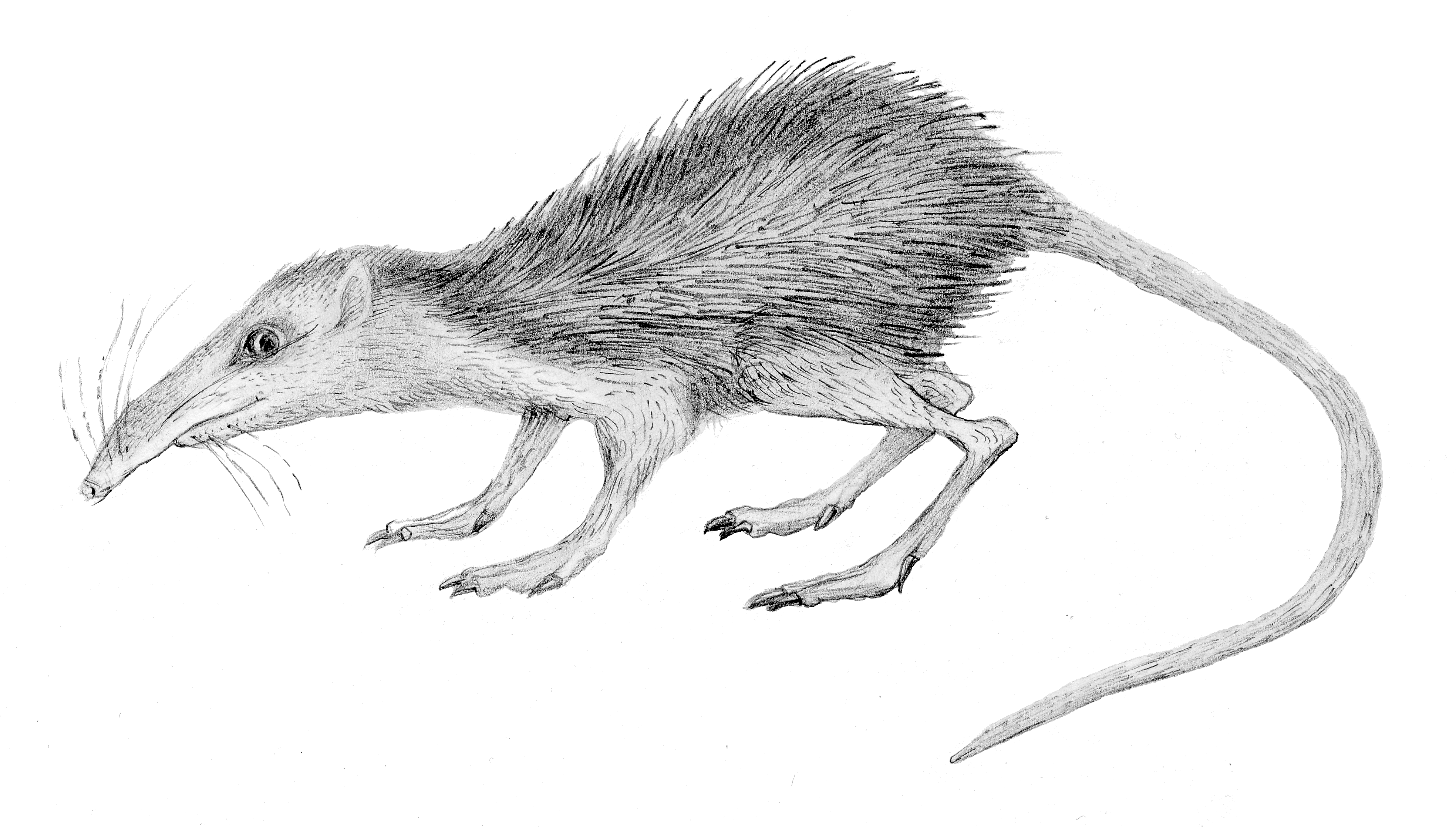
بازسازی ماکروکرانیون تنروم

ماکروکرانیون (Macrocranion) سرده‌ای از پستانداران منقرض شده هستند که در دوره ائوسن (۵۶ تا ۳۳/۹ میلیون سال پیش) زندگی می‌کردند. زیستگاه ماکروکرانیون‌ها شمال قاره آمریکا و اروپا بوده است. یک سنگواره استثنائی از این سرده در منطقه سنگواره‌ای مسل پیت واقع در غرب آلمان کشف شده است. ماکروکرانیون‌ها شکارچیان جنگلی بودند و اندام‌های حرکتی آنها شبیه سنجاب‌های امروزی بوده است.